# 日本パナユーズ
日本パナユーズ株式会社（にほんパナユーズ）は、大阪府大阪市西区に本社を置く警備会社である。
シップヘルスケアホールディングスのグループ企業。

## 概要
関西国際空港、「あべのハルカス」のオープン警備や「海遊館」などの人気スポット、関西を代表する百貨店、そして放送局などの警備を手がけている。最近では、警備保障論とGISを応用した最新のデータ解析技術を駆使し、脅威を可視化し安全を提供するシステム構築に取り組んでいる。
1971年に日本パナユーズ株式会社（旧社）として設立。法人や個人のセキュリティ業務を手がけ、関西の実力派・老舗警備会社としての地位を確立し、2002 FIFAワールドカップの警備も担当した。
2009年3月期には約58億1300万円の売上があった。しかし、リーマン・ショックの影響による企業の経費削減や値下げ要求により経営は悪化。2013年9月に金融機関に対してリスケジュールを要請したが、当時の経営陣が行っていた投資案件や他事業の失敗が発覚すると同時に約20億円の債務超過へ転落。金融機関との協議の結果、2015年10月にシップヘルスケアホールディングスが設立した同名の「日本パナユーズ株式会社」（新社）へ1号業務のみ一部を譲渡することを決定（第1号の警備業務は大阪みなと産業清算）。旧社が行っていた事業は、2016年2月に会社分割によって新社へ一部譲渡されると同時に、旧社の商号を大阪みなと産業株式会社へ変更した。
大阪みなと産業は清算業務を行っていたが、2019年3月15日に解散を決議。同年5月22日に大阪地方裁判所から特別清算開始決定を受けた。2020年1月22日には法人格が消滅した。

## 事業所
大阪みなと産業時代
- 本社 - 大阪市港区築港3-5-12　日生ビル（2022年4月に解体済）

（同一住所の部門は非掲載）
日本パナユーズ時代
- 本社 - 大阪市西区阿波座2丁目4番23号　西本町大五ビル2階
- 高槻支社 - 大阪府高槻市野見町2番17号　T’s SQUARE nomicho 1階
- 東京支社 - 東京都中央区八重洲1-4-16　東京建物八重洲ビル11階
- 関東支社 - 埼玉県さいたま市大宮区桜木町4-277-1　株式会社エフエスユニ内